# (1119) Eubée
(1119) Eubée (officiellement (1119) Euboea) est un astéroïde de la ceinture principale, découvert le 27 octobre 1927 par l'astronome allemand Karl Wilhelm Reinmuth depuis l'observatoire du Königstuhl. Il est découvert indépendamment deux jours plus tard par Sergueï Beljawsky depuis l'observatoire de Simeïz.
Sa désignation provisoire était 1927 UB.
Il est nommé en référence à l'Eubée, île de la mer Égée.